# Robert B. Hawley

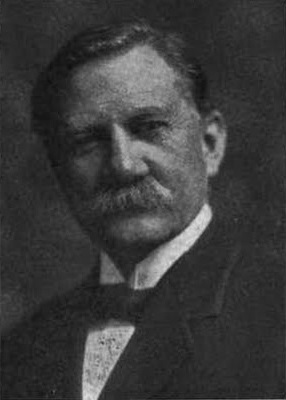
Robert B. Hawley

Robert Bradley Hawley (* 25. Oktober 1849 in Memphis, Tennessee; † 28. November 1921 in New York City) war ein US-amerikanischer Politiker. Zwischen 1897 und 1901 vertrat er den Bundesstaat Texas im US-Repräsentantenhaus.

## Werdegang
Robert Hawley besuchte die öffentlichen Schulen seiner Heimat einschließlich des Christian Brothers’ College. Im Jahr 1875 zog er nach Galveston in Texas, wo er in den folgenden 20 Jahren im Handel und im Handwerk arbeitete. Von 1889 bis 1893 war er Vorsitzender des Bildungsausschusses von Galveston. Politisch schloss sich Hawley der Republikanischen Partei an. Im Jahr 1890 war er zeitweise Vorsitzender des regionalen republikanischen Parteitages in Texas. Außerdem nahm er als Delegierter an mehreren Republican National Conventions teil.
Bei den Kongresswahlen des Jahres 1896 wurde Hawley im zehnten Wahlbezirk von Texas in das US-Repräsentantenhaus in Washington, D.C. gewählt, wo er am 4. März 1897 die Nachfolge von Miles Crowley antrat. Nach einer Wiederwahl konnte er bis zum 3. März 1901 zwei Legislaturperioden im Kongress absolvieren. In diese Zeit fiel der Spanisch-Amerikanische Krieg von 1898. Im Jahr 1900 verzichtete Hawley auf eine weitere Kandidatur.
Nach dem Ende seiner Zeit im US-Repräsentantenhaus gründete Hawley die Firma Cuban-American Sugar Co. und wurde deren Präsident. Er starb am 28. November 1921 in New York und wurde in Galveston beigesetzt.